# Szydlina różowa

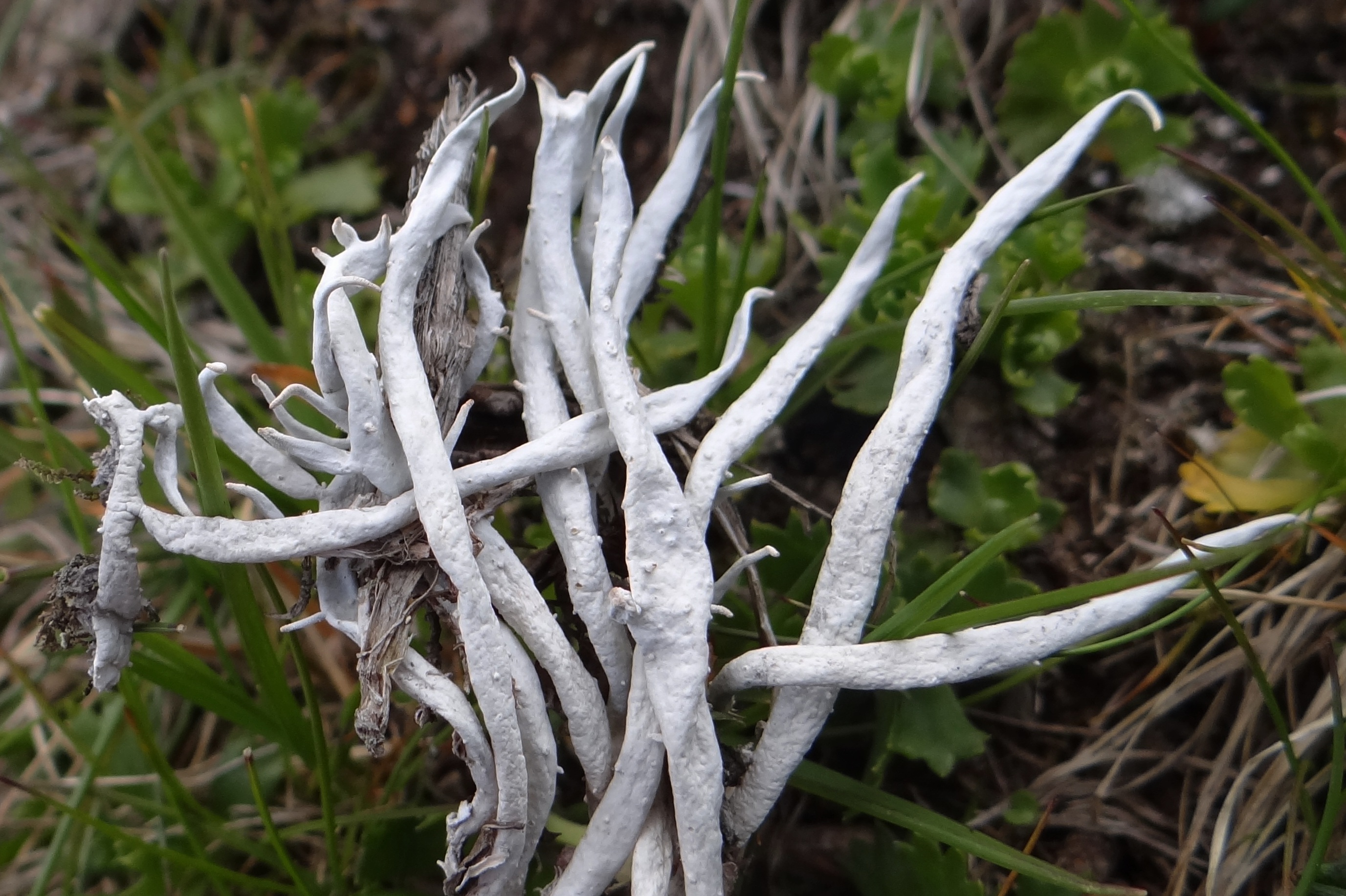

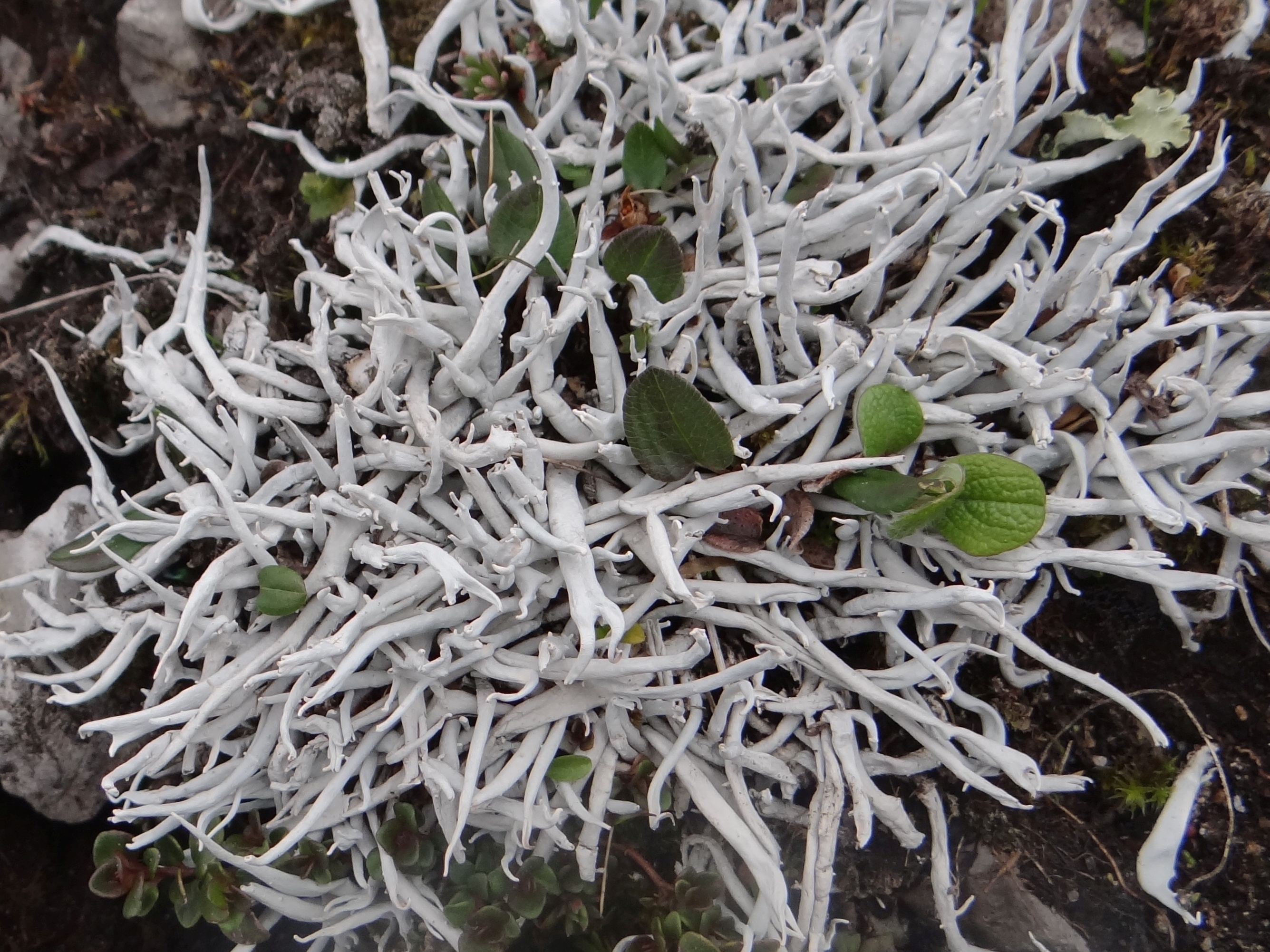

Szydlina różowa (Thamnolia vermicularis (Sw.) Schaer. – gatunek grzybów z rodziny czasznikowatych (Icmadophilaceae). Ze względu na współżycie z glonami zaliczany jest do porostów.

## Systematyka i nazewnictwo
Pozycja w klasyfikacji według Index Fungorum: Icmadophilaceae, Pertusariales, Ostropomycetidae, Lecanoromycetes, Pezizomycotina, Ascomycota, Fungi.
Po raz pierwszy takson ten zdiagnozował w 1781 r. Olof Swartz nadając mu nazwę Lichen vermicularis. Obecną, uznaną przez Index Fungorum nazwę nadał mu w 1850 r. Ludwig Emanuel Schaerer, przenosząc go do rodzaju Thamnolia.
Niektóre synonimy naukowe:

- Baeomyces vermicularis (Sw.) Ach. 1803
- Cenomyce taurica (Wulfen) Röhl. 1813
- Cenomyce vermicularis (Sw.) Röhl. 1813
- Cerania vermicularis (Sw.) Gray 1821
- Cladonia taurica (Wulfen) Hoffm. 1794
- Cladonia vermicularis (Sw.) DC. 1805
- Lichen tauricus Wulfen 1791
- Lichen vermicularis Sw. 1781
- Pycnothelia taurica (Wulfen) Dufour 1821
- Stereocaulon vermiculare (Sw.) Raeusch. 1797
- Thamnolia taurica (Wulfen) A. Massal. 1856

Nazwa polska według Krytycznej listy porostów i grzybów naporostowych Polski. Pochodzi od tego, że po dłuższym przechowywaniu w zielniku nabiera różowego koloru.

## Morfologia
Plecha krzaczkowata, mająca postać szydlasto zakończonych, pojedynczych lub słabo rozgałęzionych trzoneczków o wysokości 2–6 cm. Są one proste, łukowato lub robakowato zgięte. Wyrastają w luźnych skupiskach, lub tworzą niewielkie murawki. Na przekroju poprzecznym są obłe lub nieco spłaszczone, puste w środku i mają grubość 1–3 mm. Powierzchnia biała, gładka lub delikatnie pomarszczona, pod korą występuje warstwa mechanicznej nibytkanki. Reakcje barwne: plecha K + intensywnie żółta, Pd + pomarańczowa.
Plecha nie wytwarza ani soraliów, ani izydiów, ani owocników, a jedynie pyknidia, które znajdują się zagłębione w drobnych brodawkach na bokach trzoneczków.

## Występowanie i siedlisko
Jest szeroko rozprzestrzeniona na świecie, występuje na wszystkich kontynentach z wyjątkiem Afryki i Antarktydy. Szczególnie częsta jest na obszarach o klimacie zimnym, w wysokich górach i w tundrze, występuje m.in. na Grenlandii. W Polsce występuje tylko w Tatrach, Karkonoszach i na Babiej Górze, i jest w tych regionach dość częsta. Rośnie na ziemi, w wyższych partiach gór, głównie w niskich murawach w piętrze halnym. Rośnie w miejscach otwartych, narażonych na silne wiatry. Znajduje się na Czerwonej liście roślin i grzybów Polski. Ma status LC – gatunek słabo zagrożony.

## Gatunki podobne
Podobne są niektóre gatunki chrobotków (Cladonia), jednak szydlinę różową łatwo od nich odróżnić, gdyż nigdy nie tworzy plechy pierwotnej, jej trzoneczki wyrastają bezpośrednio z podłoża.

## Znaczenie
W Chinach jest porostem jadalnym.